# Cesare Speciano
Cesare Speciano o Cesare Speciani (1539-1607) fue un prelado católico que se desempeñó como nuncio apostólico del emperador (1592-1597), obispo de Cremona (1591-1607), nuncio apostólico en España (1585-1588), y obispo de Novara (1584-1591).

## Biografía
Cesare Speciano nació en Cremona, Italia, el 1 de septiembre de 1539 y fue ordenado sacerdote en 1567. El 28 de noviembre de 1584, fue nombrado obispo de Novara durante el papado del Papa Gregorio XIII. El 13 de diciembre de 1584 fue consagrado obispo por Tolomeo Gallio, cardenal-presbítero de Sant'Agata de' Goti, con Giovanni D'Amato , obispo emérito de Minori, y Paolo Odescalchi, obispo emérito de Penne e Atri, sirviendo comoco-consagrantes. El 11 de diciembre de 1585, fue nombrado durante el papado del Papa Sixto V como Nuncio Apostólico en España; renunció al cargo el 27 de agosto de 1588. El 30 de enero de 1591, fue nombrado obispo de Cremona durante el papado del Papa Gregorio XIV. El 14 de mayo de 1592, fue nombrado durante el papado del Papa Clemente VIII como Nuncio Apostólico del Emperador; renunció al cargo (entonces conocido como Nuncio Apostólico en Alemania) el 20 de junio de 1597. Se desempeñó como obispo de Cremona hasta su muerte el 21 de agosto de 1607 en Spoleto, Italia.

### Otras lecturas
- Cheney, David M. «Diocese of Novara». Catholic-Hierarchy.org.
- Chow, Gabriel. «Diocese of Novara (Italy)». GCatholic.org.
- Cheney, David M. «Nunciature to Spain». Catholic-Hierarchy.org.
- Chow, Gabriel. «Apostolic Nunciature Spain». GCatholic.org.
- Cheney, David M. «Nunciature to Emperor (Germany)». Catholic-Hierarchy.org.
- Cheney, David M. «Diocese of Cremona». Catholic-Hierarchy.org.
- Chow, Gabriel. «Diocese of Cremona (Italy)». GCatholic.org.

- Datos: Q3665544
- Multimedia: Cesare Speciano / Q3665544